# 细胸大步甲
细胸大步甲（学名：Carabus osawai）一种分布于中华人民共和国中西部地区的鞘翅目昆虫，隶属于步行虫科大步甲属（步甲属、步行虫属）。本种最初发现于湖北省西部神农架林区关门山地区的针叶林和阔叶林内，发表时划属于一个新亚属－Carabus (Shenocoptolabrus)。也有资料将新亚属升级为属。

## 亚种
本种目前发现3个亚种：
- Carabus osawai berezovskiianus Deuve & Mourzine, 2003
- 细胸大步甲米仓山亚种（Carabus osawai micangshanus Imura & Su, 2000）：发现于四川省南江县米仓山[3]
- 细胸大步甲指明亚种（Carabus osawai osawai Imura Zhou & Su, 1999）